# Bulnes (Chile)
Bulnes ist eine Kommune im südamerikanischen Anden-Staat Chile. Sie liegt südlich der Stadt Chillán in der Region Ñuble. Bulnes besitzt eine Fläche 425,4 km² und hat 21.493 Einwohner. Die Stadt wurde nach dem chilenischen Politiker Manuel Bulnes Prieto benannt.